# Bazzi
Andrew Bazzi (Dearborn, 28 de agosto de 1997), mais conhecido como Bazzi, é um cantor e compositor americano. Sua canção "Mine", lançado em outubro de 2017, ganhou popularidade no início de 2018. A música alcançou a posição número #11 na Billboard Hot 100 e foi listada em várias outras paradas internacionais. Ele lançou em 2018 o seu primeiro álbum  de estúdio, Cosmic, que alcançou a posição número #14 na Billboard 200.

## Biografia
Bazzi nasceu em 28 de agosto de 1997, em Dearborn, Michigan. Ele aprendeu a tocar oud e guitarra na infância. Em 2012, ele começou a postar covers de músicas em seu canal no YouTube. Em novembro de 2014, ele se mudou para Los Angeles para prosseguir uma carreira na música. Ele terminou o ensino médio na Santa Monica High School em 2015. Ele é de ascendência libanês-americana. Atualmente sua parceira é a modelo australiana Renee Herbert, que também tem uma irmã gêmea chamada Elisha.

## Carreira
Bazzi criou uma conta no Vine em julho de 2013. Até 2015, ele havia acumulado 1,5 milhões de seguidores no site. Em setembro do mesmo ano, ele se tornou o primeira artista a lançar uma Vine "Featured Track", que foi intitulada, "Bring Me Home". Em 2016, ele foi destaque no single de Fancy Cars, "Fun". Ao longo dos próximos dois anos, Bazzi lançou vários singles, incluindo "Alone", "Beautiful", "Got Friends", e "Sober".
Em outubro de 2017, ele lançou o single, "Mine". A canção cresceu em popularidade depois de se tornar um meme, através do Snapchat. Em janeiro de 2018, a canção apareceu na Billboard Hot 100, estreando no número 56. Em abril de 2018, a canção na lista era o número 11. Bazzi também lançou três novos singles em 2018, ''Why?'', ''Gone'' e ''Honest''. Ele está atualmente trabalhando em colaboração com Marshmello. Em 13 de março de 2018, Bazzi foi anunciado como convidado especial em Camila Cabello's Never Be the Same Tour. Em 17 de abril de 2018, Cosmic estreou no número 35 e, mais tarde, atingiu a posição 14 na Billboard 200.
Em abril de 2019, Bazzi lançou "Caught in the Fire" e "Paradise". Em 8 de agosto de 2019, ele lançou sua mixtape de estreia Soul Searching, que inclui a música "Paradise", bem como "Focus" (com 21 Savage) e "IFLY".
Em 2020, Bazzi lançou vários singles: Young & Alive, Renee's Song, I Got You, I Don't Think I'm Okay, Crazy.
Ele está atualmente com contrato com a Warner Music Group.

## Na cultura da Internet
O single "Mine" se tornou um meme da internet depois que ganhou popularidade no final de janeiro de 2018. O vídeo mostrava uma apresentação de slides com várias fotos, o tema do vídeo era um filtro de "coração" do Snapchat e sobreposições de texto. A última palavra de cada verso da música foi cercada por vários emojis, sendo os mais comuns “coração” e “beijo”.

## Discografia

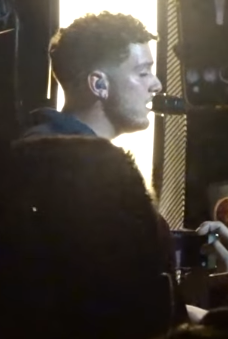
Bazzi em 2018

### Álbuns de estúdio
Bazzi lançou seu primeiro álbum de estúdio em em abril de 2018, intitulado ''Cosmic'':
| Título | Detalhes                                                                                | Posições | Posições  | Posições | Posições | Posições | Posições | Posições | Posições | Posições | Posições    |
| Título | Detalhes                                                                                | EUA      | AUSTRÁLIA | BEL (FL) | CAN      | DEN      | IRE      | NL       | NZ       | SUE      | Reino Unido |
| ------ | --------------------------------------------------------------------------------------- | -------- | --------- | -------- | -------- | -------- | -------- | -------- | -------- | -------- | ----------- |
| Cosmic | - Lançado em: 12 de abril De 2018 - Gravadora: Atlantic - Formatos: download, streaming | 14       | 41        | 99       | 13       | 14       | 47       | 43       | 19       | 27       | 65          |

### Singles
| Título                              | Ano  | Posições | Posições | Posições | Posições | Posições | Posições | Posições | Posições | Posições | Posições | Álbum             | Certificações |
| Título                              | Ano  | US       | AUS      | BEL (FL) | CAN      | DEN      | GER      | ITA      | NZ       | SWE      | UK       | Álbum             | Certificações |
| ----------------------------------- | ---- | -------- | -------- | -------- | -------- | -------- | -------- | -------- | -------- | -------- | -------- | ----------------- | --- |
| "Alone"                             | 2016 | —        | —        | —        | —        | —        | —        | —        | —        | —        | —        | non-album singles | |
| "Sober"                             | 2017 | —        | —        | —        | —        | —        | —        | —        | —        | —        | —        | non-album singles | |
| "Beautiful"                         | 2017 | —        | —        | —        | —        | —        | —        | —        | —        | —        | —        | Cosmic            | - RIAA: 4× Platinum - ARIA: 2× Platinum - BPI: Gold - MC: 4× Platinum - RMNZ: Gold                                            |
| " Mine"                             | 2017 | 11       | 11       | 25       | 13       | 5        | 25       | 46       | 3        | 4        | 21       | Cosmic            | - RIAA: Platinum - ARIA: Platinum - BPI: Silver - FIMI: Gold - GLF: Platinum - IFPI DEN: Gold - MC: Platinum - RMNZ: Platinum |
| "Why?"                              | 2018 | —        | —        | —        | —        | —        | —        | —        | —        | —        | —        | Cosmic            | |
| "Gone"                              | 2018 | —        | —        | —        | —        | —        | —        | —        | —        | —        | —        | Cosmic            | |
| "Honest"                            | 2018 | —        | —        | —        | —        | —        | —        | —        | —        | —        | —        | Cosmic            | |
| ''Beautiful" (feat. Camila Cabello) | 2018 | 26       | —        | —        | 35       | —        | —        | 19       | 23       | 60       | 33       |                   | - RIAA: 4× Platinum - ARIA: 2× Platinum - BPI: Gold - MC: 4× Platinum - RMNZ: Gold                                            |

### Outras músicas
| Título   | Ano  | Posição  | Álbum  |
| Título   | Ano  | NZ Heat. | Álbum  |
| -------- | ---- | -------- | ------ |
| "Myself" | 2018 | 10       | Cosmic |

## Videoclipes
| Ano  | Título                        | Diretor         | Ref.   |
| ---- | ----------------------------- | --------------- | ------ |
| 2018 | "Mine".                       | Benjamin Kutsko | [ 56 ] |
| 2018 | "Honest"                      | MIGGY           | [ 57 ] |
| 2018 | "Myself"                      | Daniel Henrique | [ 58 ] |
| 2018 | ''Beautiful"                  | Sherif Higazy   | [ 59 ] |
| 2018 | ''Beautiful'' Camila Cabello) | Jason Koenig    |        |
| 2018 | ''Dreams''                    | MIGGY           |        |
| 2019 | ''3:15''                      | Sherif Higazy   |        |
| 2019 | ''Paradise''                  | Bon Duke        |        |

## Turnês
Como ato de abertura
- Camila Cabello – Never Be the Same Tour (2018)
- Justin Timberlake – Man of the Woods Tour (2018)

Como artista principal
- Bazzi - The Cosmic Tour (2018)

## Prêmios e indicações
| Ano  | Prêmio                   | Categoria          | Indicação | Resultado | Ref.   |        |
| ---- | ------------------------ | ------------------ | --------- | --------- | ------ | ------ |
| 2018 | MTV Video Music Awards   | Artista Revelação  | Ele mesmo | Indicado  | [ 60 ] |        |
| 2018 | MTV Europe Music Awards  | Melhor Revelação   | Ele mesmo | Indicado  | [ 61 ] |        |
| 2018 | MTV Europe Music Awards  | Best Push          | Ele mesmo | Indicado  | [ 61 ] |        |
| 2019 | iHeartRadio Music Awards | Melhor Artista Pop | Ele mesmo | Indicado  |        |        |
| 2019 | Billboard Music Awards   | Melhor Revelação   | Ele mesmo | Indicado  |        |        |
| 2019 | BMI Pop Awards           | Canção vencedora   | Ele mesmo | "Mine"    | Venceu | [ 62 ] |